# Divinum illud munus

Brasão do Papa Leão XIII.

Divinum illud munus (Sobre o Espírito Santo) é uma encíclica publicada pelo Papa Leão XIII em 15 de maio de 1897. Na encíclica, Leão aborda "a habitação e poder miraculoso do Espírito Santo; e a extensão e eficiência de Sua ação, tanto em todo o corpo da Igreja como nas almas individuais de seus membros, por meio da abundância gloriosa de Sua divina graça."  Como tal, serve como um dos precursores do renascimento pneumatológico católico do século XX.

## Conteúdo
Ao discutir a doutrina católica sobre a Santíssima Trindade, Leão observou que "A Igreja está acostumada mais apropriadamente a atribuir ao Pai as obras da Divindade nas quais o poder é superior, ao Filho aquelas nas quais a sabedoria é superior, e aquelas em que o amor supera o Espírito Santo."  Ele enfatizou, entretanto, a unidade das três Pessoas Divinas, que não devem ser honradas separadamente no culto divino, nem devem ser consideradas como agindo separadamente na obra de santificação.
“Devemos orar e invocar o Espírito Santo, pois cada um de nós precisa muito de Sua proteção e Sua ajuda. Quanto mais um homem é deficiente em sabedoria, fraco em forças, abatido por problemas, propenso ao pecado, mais ele deve voar para Aquele que é a fonte inesgotável de luz, força, consolo e santidade.” 
A encíclica tem as seguintes partes:
1. O Espírito Santo e Encarnação
2. O Espírito Santo nas almas dos justos
3. Sobre a devoção ao Espírito Santo
4. Uma novena anual decretada

Divinum illud munus segue e expande a Provida Matris  ("sobre a devoção ao Espírito Santo"), uma carta muito mais curta publicada em 5 de maio de 1895, na qual ele apresenta pela primeira vez a ideia de uma novena de Pentecostes. 
 Portanto, a todos aqueles que, por nove dias contínuos antes de Pentecostes, dirigirem algumas orações particulares ao Espírito Santo em uma base diária e devotada, seja em público ou privado, concedemos para cada dia a indulgência de sete anos e tantas quarentenas; e a indulgência plenária, por uma única vez, em qualquer um dos dias anteriores ou no dia de Pentecostes ou em um dos oito dias seguintes, desde que se confessassem e comunicassem orar a Deus segundo Nossa intenção, acima expressa. Também reconhecemos que se alguém, por sua piedade, orar novamente com as mesmas condições nos oito dias após o Pentecostes, ele pode novamente lucrar com as mesmas indulgências. Além disso, decretamos e declaramos que tais indulgências também podem ser aplicadas como sufrágio pelas almas sagradas do Purgatório, e que também duram todos os anos vindouros; sem prejuízo de quaisquer requisitos habituais e legais. 